# Microsoft Most Valuable Professional
Microsoft Most Valuable Professional (Microsoft MVP) とはマイクロソフトにより認定された、同社製品やテクノロジーに対して高度な知識と経験を持ち、コミュニティーやメディアにおいてその技術を幅広いメンバーと共有している個人を対象とした表彰制度、またその受賞者のこと。
表彰は1年ごとの更新制で、過去1年間における活動内容において審査される。審査基準は公表されていない。審査は毎月行われる。受賞者は同社との秘密保持契約を結ぶことで、マイクロソフトから技術情報の提供などのサービスをうけることができる。
受賞者は国内186名、世界3,750名が受賞している(2025年4月1日時点)。
審査はMicrosoft MVP または マイクロソフト従業員から他薦による受付をしており、18歳以上であれば誰でも応募することができる。

## 特典
Microsoft MVPを受賞すると、様々な特典を利用することができる。以下にその一部を示す。
- Community Program Managers(CPM) - 受賞者とマイクロソフトの窓口となるマイクロソフト社員が割り当てられる。
- Global Summit - 毎年春にアメリカで開催される大規模イベント。一般に入手できない情報を得たり、マイクロソフト社員に直接意見や質問をすることができる。
- テクニカル サブスクリプション - Microsoft Visual Studio 最上位のサブスクリプションを1年間利用できる。
- サポート技術情報(KB) - 一般に公開されていない情報を閲覧したり、投稿したりすることができる。
- ニュースグループ - MVP だけが参加できるニュースグループがある（日本語のグループはない）。
- ソース ライセンス プログラム - 別途契約を結ぶことで、Windowsをはじめとするいくつかのマイクロソフト製品のソースコードを閲覧することができる。
- イベント、セミナー - MVP 限定のものも数多くある。